# Cathal Brugha
Cathal Brugha (nascido Charles William St. John Burgess; 18 de julho de 1874 – 7 de julho de 1922) foi um político e um revolucionário republicano irlandês. Ele desempenhou papéis importantes durante os principais eventos da história da Irlanda no século XX, como a Revolta da Páscoa, a guerra de independência e a guerra civil irlandesa. Ele também foi o primeiro Ceann Comhairle (presidente) da Dáil Éireann e serviu um papel fundamental na criação da primeira República do seu país.